# Стефанов, Дмитрий Никитович
Дмитрий Никитович Стефанов (1911—1943) — младший лейтенант Рабоче-крестьянской Красной Армии, участник Великой Отечественной войны, Герой Советского Союза (1944).

## Биография
Дмитрий Стефанов родился в 1911 году в деревне Толкачёво. После окончания начальной школы работал грузчиком в Кондрово. В июне 1941 года Стефанов был призван на службу в Рабоче-крестьянскую Красную Армию. С июля того же года — на фронтах Великой Отечественной войны.
К октябрю 1943 года гвардии младший лейтенант Дмитрий Стефанов командовал взводом 83-го гвардейского стрелкового полка 27-й гвардейской стрелковой дивизии 8-й гвардейской армии Юго-Западного фронта. Отличился во время освобождения Запорожской области Украинской ССР. 14 октября 1943 года Стефанов в бою у посёлка Зелёный Яр закрыл собой амбразуру немецкого дзота, ценой своей жизни обеспечив выполнение боевой задачи взводом. Первоначально был похоронен в Зелёном Яре, позднее перезахоронен в братской могиле на Капустяном кладбище Запорожья.
Указом Президиума Верховного Совета СССР от 22 февраля 1944 года за «мужество и героизм, проявленные в Запорожской операции», гвардии младший лейтенант Дмитрий Стефанов посмертно был удостоен высокого звания Героя Советского Союза.
В честь Стефанова была переименована его родная деревня. Именем Д. Н. Стефанова названы улицы в Кондрово и Запорожье.

## Награды и звания
- Герой Советского Союза (Указ Президиума Верховного Совета СССР от 22 февраля 1944 года):
  - орден Ленина
  - медаль «Золотая Звезда»
- медаль «За отвагу» (приказ Военного совета 4-й танковой армии № 09 от 15 октября 1942 года)
- медаль «За отвагу» (приказ командира 83-го гвардейского стрелкового полка № 12/н от 30 декабря 1942 года)